# Hans Franz Nägeli

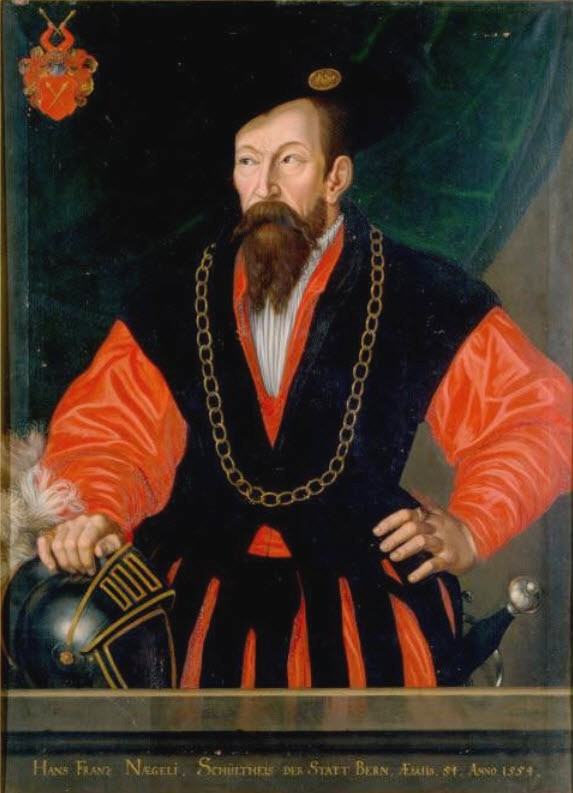
Hans Franz Nägeli (1554)

Hans Franz Nägeli (* um 1497 in Aigle; † 9. Januar 1579 in Bern) war ein Berner Staatsmann und Feldherr, der bekannt wurde als Eroberer der Waadt.

## Leben
Hans Franz Nägeli wurde als Sohn des Hans Rudolf Nägeli und der Elisabeth Sommer geboren. Ein jüngerer Bruder war der Chorherr, Domherr und Landvogt Sebastian Nägeli (1504–1549). 1521 stand er mit 300 Bernern in päpstlichen Diensten. Ab 1522 gehörte er dem bernischen Grossen Rat an, 1525 bis 1529 war er Schultheiss von Burgdorf und ab 1529 bis 1578 auch Mitglied des Kleinen Rats der Stadt Bern. 1533 bis 1540 hatte er das Amt als Säckelmeister inne, und 1540 bis 1568 war er Schultheiss von Bern, meistens abwechselnd alle zwei Jahre und vertrat die Stadt auch an der Tagsatzung der Alten Eidgenossenschaft.
1525 bis 1526 diente Nägeli als Hauptmann im Müsserkrieg, um den Heerführer Gian Giacomo Medici aus dem Veltlin zu vertreiben. 1531 im zweiten Kappelenkrieg verteidigte er mit 2000 Mann die bernische Grenze bei Aigle. Ab 1529 war er ein Förderer der Reformation in Murten, Neuenburg, Payerne und Avenches, doch bekämpfte er die Wiedertäufer. 1536 eroberte er als bernischer Feldhauptmann mit 6000 Mann die Waadt von den Savoyern und beendete die Belagerung der Stadt Genf, die gerade die Reformation eingeführt, den Bischof vertrieben und sich von Savoyen losgesagt hatte. In den folgenden Friedensverhandlungen vermittelte der gebildete Nägeli, der Deutsch, Französisch und Latein sprach, zwischen Genf und Savoyen. Deshalb war er 1537 auch bei Franz I. in Paris. 1563 bis 1564 nahm er an den Friedensverhandlungen von Lausanne teil, in denen er weitsichtig für Bern die eroberten Gebiete Pays de Gex und Thonon an Savoyen zurückgab, um eine spanisch-französische Militärintervention gegen Bern zu vermeiden.
Nägeli war durch Erbschaft zu einem Drittel Mitherr zu Münsingen, und er liess das Schloss renovieren und ausbauen. Sein Vater wohnte an der Junkerngasse 27 in Bern von 1494 bis zu dessen Tod 1522. 1527 erwarb er den Westteil des Hauses an der Gerechtigkeitsgasse 60, er baute ihn 1531 neu auf und wohnte dort bis zu seinem Tod 1579. Durch Kauf war er ab 1545 Herr zu Bremgarten und Besitzer des Schlosses Bremgarten. 1556 kaufte er das frühere Haus des Zisterzienserinnenklosters Fraubrunnen am Kornhausplatz 11. Er besass auch in Niederbottigen ein Haus und Güter in der eroberten Waadt.

## Familie
1524 heiratete Nägeli Ursula Stokar aus Schaffhausen, 1545 in zweiter Ehe Rosina Wyttenbach.
Mit seiner ersten Frau Ursula Stokar hatte er 15 Kinder, wobei einige wie damals üblich jung gestorben waren:
- Margaretha Nägeli (1527–1576), verheiratet mit Beat Ludwig von Mülinen
- Burkhart Nägeli (1528–1574), Hauptmann und Vogt, verheiratet mit Isabeau Merveilleux
- Benedikt Nägeli (* 1530)
- Ursula Nägeli (* 1531)
- Georg Nägeli (* 1533)
- Ursula Nägeli (* 1535)
- Niklaus Nägeli (* 1536)
- Ursula Nägeli (1537–1614), verheiratet mit Johann Anton II Tillier
- Benedikt Nägeli (1539–1577), Hauptmann und Kommandant in Aarburg, verheiratet mit Katharina von Diesbach und mit Sara Jäger
- Hans Franz Nägeli (* 1540)
- Elisabeth Nägeli (* 1541), verheiratet mit Peter d’Allinges
- Magdalena Nägeli (* 1542)
- Hans Nägeli (* vor 1544)
- Hans Franz Nägeli (1544–1577 an Pest), Iseler, verheiratet mit Johanna von Erlach
- Hans Rudolf Nägeli (* 1545)

Mit seiner zweiten Frau Rosina Wyttenbach hatte er fünf Kinder:
- Magdalena Nägeli (1550–1628), verheiratet mit Hans Steiger, Johann von Wattenwyl und Albrecht Manuel
- Hans Konrad Nägeli (1546–?)
- Katharina Nägeli (1547–1605), verheiratet mit Sebastian von Luternau und Niklaus von Weingarten
- Salome Nägeli (1549 – um 1590), verheiratet mit Ludwig Brüggler
- Johanna Nägeli (1555–?), verheiratet mit Hieronimus von Luternau

## Trivia
Die Gasse in Bern, an der er ein Haus besessen hatte, benannte der Gemeinderat am 19. November 1877 nach ihm. Ein Attika-Standbild Nägelis steht an der Fassade des Hauptgebäudes der Berner Kantonalbank.